# Сучковский сельсовет
Сучковский сельсовет - сельское поселение в Большеулуйском районе Красноярского края.
Административный центр - село Сучково.

## Население
| 2010 | 2012 | 2013 | 2014 | 2015 | 2016 | 2017 |
| ---- | ---- | ---- | ---- | ---- | ---- | ---- |
| 543  | ↗583 | ↗639 | ↗657 | ↗674 | ↘666 | ↘640 |

## Состав сельского поселения
В состав сельского поселения входят 4 населённых пункта:
| № | Населённый пункт | Тип населённого пункта       | Население |
| - | ---------------- | ---------------------------- | --------- |
| 1 | Красновка        | деревня                      | 33        |
| 2 | Секретарка       | деревня                      | 25        |
| 3 | Симоново         | деревня                      | 128       |
| 4 | Сучково          | село, административный центр | 357       |

## Местное самоуправление
Сучковский сельский Совет депутатов
Дата избрания14.03.2010. Срок полномочий: 5 лет. Количество депутатов: 7
Глава муниципального образования
- Морозов Валерий Алексеевич. Дата избрания: 14.03.2010. Срок полномочий: 5 лет